# Weingarten (Renânia-Palatinado)
Weingarten é um município da Alemanha localizado no distrito de Germersheim, estado da Renânia-Palatinado.
Pertence ao Verbandsgemeinde de Lingenfeld.